# Carlos Palomino
Carlos Palomino est un boxeur mexicain né à San Luis le 10 août 1949.

## Carrière
Passé professionnel en 1972, il devient champion du monde des poids welters WBC le 22 juin 1976 après avoir battu par arrêt de l'arbitre à la 12e reprise John H. Stracey. Il conserve sa ceinture 7 fois avant de s'incliner aux points face à Wilfred Benitez le 14 janvier 1979. Palomino met un terme à sa carrière en 1998 sur un bilan de 31 victoires, 4 défaites et 3 matchs nuls.

## Distinction
- Carlos Palomino est membre de l'International Boxing Hall of Fame depuis 2004.

## Référence
1. ↑  (en) Carlos Palomino vs. Wilfred Benitez (boxrec.com)